# No me corten el pelo
No Me Corten El Pelo es un álbum de estudio de la boy band puertorriqueña Menudo, lanzado en 1990. Formaban parte del quinteto los integrantes: Sergio Gonzalez, Rubén Gómez, Robert Avellanet, Rawy Torres, y el nuevo miembro Adrián Olivares, quien ingresó tras la salida de César Abreu del grupo.

## Divulgación
Los eventos en torno al lanzamiento y promoción del álbum representaron una crisis significativa en la historia de Menudo. En noviembre de 1990, Gonzalez y Gómez fueron detenidos en el Aeropuerto de Miami por posesión de marihuana, siendo expulsados del grupo pocos días antes del lanzamiento del álbum, el 1 de diciembre. La administración rápidamente los reemplazó con Edward Aguilera y Jonathan Montenegro, formando un nuevo equipo compuesto por Robert, Rawy, Adrián, Edward y Jonathan.
Meses después, el 6 de abril de 1991, ocurrió otra crisis: Avellanet, Torres, Aguilera y Montenegro anunciaron su salida del grupo debido a abusos físicos, psicológicos y emocionales. Aunque Edgardo Díaz, representante de Menudo, negó las acusaciones, la administración decidió reemplazarlos por los nuevos miembros: Alexis Grullón, Abel Talamántez, Andy Blázquez y Ashley Ruiz, en un intento de reestabilizar el grupo.

## Desempeño comercial
Comercialmente, a pesar de los incidentes, el álbum fue un éxito. Según la revista Cashbox, el quinteto registró ventas significativas con el disco, tras un período de ventas bajas en su discografía. En los Estados Unidos, alcanzó la posición 22 en la lista Latin Pop Albums de la revista Billboard. En Puerto Rico, llegó al lugar 15 en la lista de álbumes latinos de Cashbox. En cuanto a las reseñas de los críticos especializados en música, el sitio AllMusic le otorgó tres estrellas de cinco, aunque no proporcionó texto justificando la calificación.

## Lista de canciones
| N.º | Título                     | Escritor(es)                      | Performer(s)     | Duración |  |
| 1.  | «No Me Corten El Pelo»     | Juan Carlos Perez Soto            | Robert Avellanet | 3:23     |  |
| 2.  | «Necesito Hablar Con Ella» | Carlos Villa and Alejandro Monroy | Sergio Blass     | 3:23     |  |
| 3.  | «Solamente Tú»             | Juan Carlos Perez Soto            | Rawy Torres      | 3:32     |  |
| 4.  | «Solo En La Madrugada»     | Carlos Lara                       | Adrian Olivares  | 3:13     |  |
| 5.  | «Tú, Simplemente Tú»       | Fernando Osorio                   | Ruben Gomez      | 3:11     |  |
| 6.  | «Grito En La Oscuridad»    | Carlos Lara                       | Adrian Olivares  | 3:49     |  |
| 7.  | «Te Recordaré»             | Jesus Monarrez                    | Robert Avellanet | 3:40     |  |
| 8.  | «Mi Banda Me Traicionó»    | Carlos Villa and Alejandro Monroy | Sergio Blass     | 2:49     |  |
| 9.  | «Menudamente Solos»        | Juan Carlos Perez Soto            | Ruben Gomez      | 3:11     |  |
| 10. | «Baila»                    | Carlos Lara                       | Rawy Torres      | 3:24     |  |

## Posicionamiento en listas

#### Semanales
| Lista musical (1990)                        | Mejor posición |
| ------------------------------------------- | -------------- |
| Estados Unidos (Billboard Latin Pop Albums) | 22             |
| Puerto Rico (Cashbox Latin LPs)             | 15             |